# حصار العدائين
حصار العدائين (بالفرنسية: Les Forceurs de blocus)‏، (بالإنجليزية: The Blockade Runners)‏ قصة قصيرة من تأليف الروائي جول فيرن صدرت عام 1865.